# 마르크 후스터
마르크 후스터(독일어: Marc Huster, 1970년 7월 1일~)는 독일의 전직 역도 선수이다. 1996년 하계 올림픽과 2000년 하계 올림픽 남자 라이트헤비급에서 은메달을 획득했으며 세계 선수권 대회에서 금메달 1개, 은메달 3개와 동메달 1개를 획득했다.
현역 은퇴 후에는 스포츠 리포터로 활동하고 있다.

## 수상

### 수훈
- 은월계수잎 훈장(2000년)